# Властелица
Властелица (лат. Himantopus himantopus) је врста птице из породице Recurvirostridae.

## Опис
Одрасле врсте имају 33—36 цм. Имају дуге ружичасте ноге, дугачак танак црни кљун, са белом главом и вратом са променљивом количином црне боје. Мужјаци имају црна леђа, често са зеленкастим сјајем. Леђа женки имају смеђу нијансу, у контрасту са црним перјем.